# زلزال نازكو 2007–2008
زلزال نازكو 2007–2008 هو زلزالٌ وقعَ في كولومبيا البريطانية في كندا بتاريخ 9 أكتوبر 2007.